# Lonchophylla inexpectata
Lonchophylla inexpectata — вид родини листконосові (Phyllostomidae), ссавець ряду лиликоподібні (Vespertilioniformes, seu Chiroptera).

## Етимологія
лат. inexpectata — «несподіваний», натякаючи на несподіваний (принаймні для авторів) новий таксономічний статус блідо-черевної популяції Lonchophylla Північно-східній Бразилії.

## Морфологія
Невеликого розміру, з довжиною передпліччя між 32,3 і 36,4 мм і вагою до 9,5 грама. Спинні частини червонувато-коричневі, в той час, як черевні частини від білого до світло-сірого. Морда довга. Вуха короткі, трикутні із закругленими кінцями й добре розділені. Хвіст короткий і виходить з кінця спинної поверхні хвостової мембрани.
Lonchophylla inexpectata можна відрізнити від всіх південноамериканських видів, які відбуваються на схід від Анд таким набором ознак: морфологічні відмінності зубного ряду, проксимальна частина спинної поверхні передпліччя НЕ вкрита хутром, черевне хутро бліде.

## Середовище проживання
Розповсюджений у східних бразильських штатах Баїя і Пернамбуку. Середовище проживання: Каатинга.